# Самородные элементы

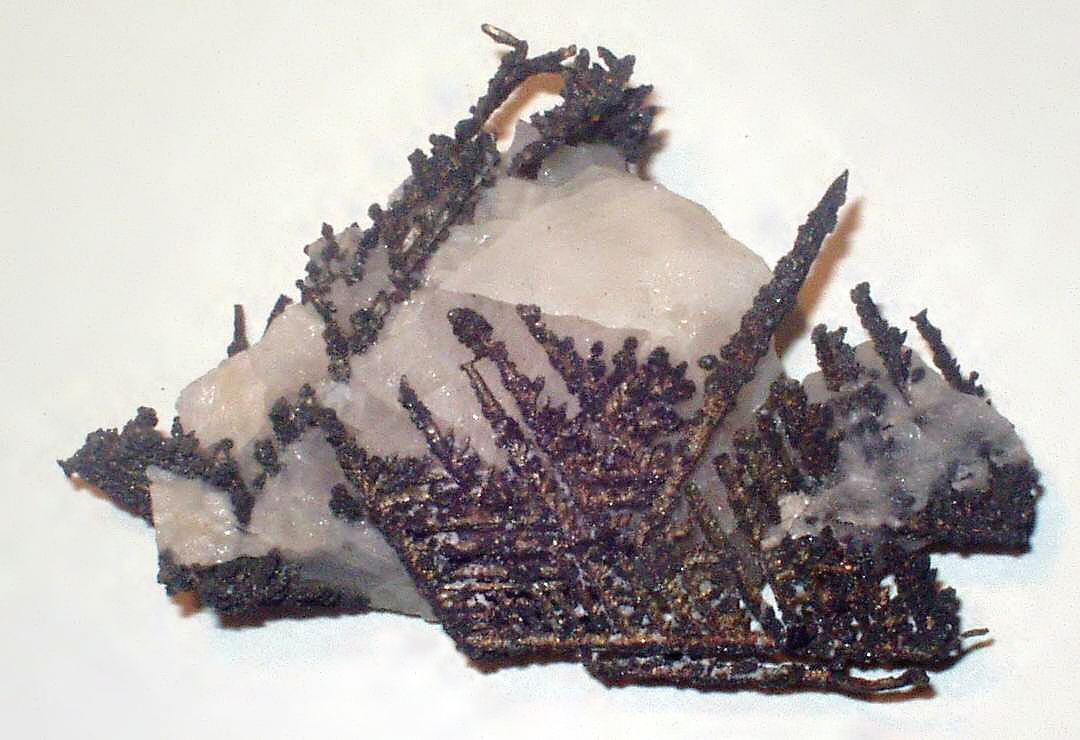
Серебро самородное в кварце. Размер 5 x 3 см

Саморо́дные элеме́нты — класс единой кристаллохимической классификации минералов (подробнее см. Категория:Классификация минералов).
Этот класс объединяет минералы, являющиеся по своему составу несвязанными в химические соединения элементами таблицы Д. И. Менделеева, образующиеся в природных условиях в ходе тех или иных геологических (а также космических) процессов.

## Нахождение в природе
В самородном состоянии в природе известно около 45 химических элементов (точнее, простых веществ), но большинство из них встречается очень редко. По подсчетам В. И. Вернадского на долю самородных элементов, включая газы атмосферы, приходится не более 0,1 % веса земной коры. Нахождение элементов в самородном виде связано со строением их атомов, имеющих устойчивые электронные оболочки.

### Благородные элементы
Химически инертные в природных условиях элементы называются благородными; самородное состояние для них является наиболее характерным. К ним относятся золото Au, платина Pt и элементы платиновой группы: осмий Os, иридий Ir, рутений Ru, родий Rh, палладий Pd, а также относительно устойчивое серебро Ag и благородные газы.

#### Интересные факты
В саксонском Шнеберге в 1477 году нашли самый большой самородок серебра весом в 20 тонн. Из-за удивительно больших размеров и веса самородка его не удалось транспортировать горными выработками целым. По свидетельствам, на месте обнаружения самородка горняки построили подземную камеру, а глыбе серебра придали форму стола. Саксонский герцог Альбрехт вместе со своей свитой спустились в шахту и отпраздновали за серебряным столом счастливую находку горняков Шнеберга.

### Другие металлы
Из самородных металлов несколько чаще других встречается медь Cu.
Самородное железо Fe встречается преимущественно в виде метеоритов, их состав достаточно сложен (содержат никель, благородные металлы и другие элементы).
В зонах окисления киноварных (красный сульфид ртути (II)) руд образуется самородная ртуть Hg, которая находится в виде маленьких капелек на поверхности минерала. 
Такие металлы, как свинец Pb, олово Sn, ртуть Hg, цинк Zn, кадмий Cd, хром Cr, алюминий Al, индий In встречаются как самородные элементы гораздо реже.

### Неметаллы
Очень часто в самородном состоянии встречаются углерод C (минералы углерода — алмаз и графит) и сера S.

### Металлоиды
Реже встречаются так называемые полуметаллы, к которым относятся мышьяк (As), сурьма (Sb), висмут (Bi), теллур (Te).

### Газы
Благородные газы практически не вступают ни в какие соединения, поэтому в свободном состоянии присутствуют в атмосфере. Особняком стоит гелий He, который образуется в результате распада тория, урана и их дочерних радионуклидов, и поэтому первоначально входит в состав пород, содержащих эти металлы. Большая часть газов атмосферы — также простые вещества: азот в форме двухатомных молекул N2, которые чрезвычайно устойчивы благодаря тройной ковалентной связи, и кислород также в форме двухатомных молекул O2, который постоянно выделяется в процессе фотосинтеза, а также небольшая часть кислорода — в форме озона, играющего важную роль.